# Super Mario Party Jamboree
Super Mario Party Jamboree es un videojuego de fiestas desarrollado por NDcube y publicado por Nintendo para Nintendo Switch. Es la decimotercera entrega para consolas domésticas de la serie Mario Party, y la tercera en Nintendo Switch, tras Super Mario Party, y Mario Party Superstars.
Como la mayoría de las entregas de la serie Mario Party, el bucle principal del juego presenta a jugadores, ya sean humanos o controlados por ordenador, que utilizan personajes de la franquicia Mario para competir en un juego de mesa con minijuegos después de cada turno. El juego incluye un modo de misión para un jugador, así como otros modos de juego, algunos de los cuales requieren el uso de controles de movimiento. Normalmente, hasta cuatro jugadores humanos pueden competir a la vez, pero dependiendo del modo de juego, hasta veinte jugadores humanos pueden competir a través de matchmaking online.
Super Mario Party Jamboree recibió críticas positivas, con elogios generales por su selección de tableros de juego, funcionalidad multijugador y pulido general, pero críticas por algunos de sus modos de juego. Algunos lo consideran uno de los mejores juegos de Mario Party hasta la fecha. El 24 de julio de 2025 está previsto el lanzamiento de una versión mejorada para Nintendo Switch 2, con nuevos modos y minijuegos.

## Sistema de juego
La jugabilidad de Super Mario Party Jamboree se divide en numerosos modos diferentes, la mayoría de los cuales requieren el uso de mandos Joy-Con y a todos ellos se puede acceder desde la zona central del juego, llamada «Party Plaza». En el centro de control, el jugador puede acceder a sus datos y ajustes, escuchar la selección musical del juego, personalizar distintos aspectos del centro de control y cambiar su personaje. El juego cuenta con 22 personajes jugables (Mario, Luigi, Yoshi, Peach, Daisy, Rosalina, Wario, Waluigi, Donkey Kong, Birdo, Bowser, Bowser Jr, Goomba, Koopa Troopa, Shy Guy, Boo, Monty Mole, Toad, Toadette, Spike y los recién llegados Ninji y Pauline) lo que constituye la mayor lista de personajes jugables de la serie Mario Party. Estos personajes pueden ser controlados tanto por jugadores humanos como por la inteligencia artificial (IA).
Al igual que otros juegos de la serie Mario Party, el modo principal de Super Mario Party Jamboree, apodado simplemente «Mario Party», es un juego de mesa interactivo que permite que hasta cuatro jugadores, humanos o controlados por ordenador, compitan por conseguir el mayor número de estrellas al final de un número determinado de turnos (de diez a treinta), con diferentes objetos y mecánicas de tablero que ayudan o perjudican las posibilidades de éxito del jugador. Una vez finalizado cada turno, los jugadores juegan a un minijuego. La mayoría de los minijuegos utilizan controles de movimiento, aunque es posible desactivar los minijuegos controlados por movimiento para permitir que los minijuegos sólo usen controles de botones. La mecánica de tablero de aliados de Super Mario Party regresa renovada en forma de «Jamboree Buddies». Modelados a partir de diez de los personajes disponibles para los jugadores, los Jamboree Buddies aparecen en el tablero tras un determinado número de turnos y, al pasarlos, activarán un minijuego para ver qué jugador los obtiene. Los Jamboree Buddies duran hasta tres turnos, activan dos veces un efecto de espacio en el tablero y otorgan a los jugadores distintas habilidades que varían en función del que se obtenga, como Waluigi, que roba monedas a los rivales que pasa. Además de las reglas tradicionales, se puede elegir un conjunto de reglas más competitivo llamado «Reglas Pro», diseñado para eliminar la mayoría de los aspectos basados en la suerte que se encuentran en el juego tradicional.
Super Mario Party Jamboree contiene un modo de misión para un jugador llamado «Party Planner Trek», en el que los jugadores ayudan a varios PNJ hablando con ellos, buscándoles un objeto o participando en un minijuego a cambio de Minestrellas que luego se utilizan para avanzar en el modo y desbloquear opciones de personalización del hub. Después de recoger un cierto número de Miniestrellas en una zona, el jugador debe completar un minijuego de jefe para poder avanzar a la siguiente zona. En los minijuegos de jefes, el objetivo del jugador es agotar la barra de salud de un enemigo grande, al estilo de los combates contra jefes de los videojuegos tradicionales. En el modo «Bahía de minijuegos», los jugadores pueden jugar libremente a cualquiera de los minijuegos o jugar a un número determinado de minijuegos preseleccionados en función de su tipo o tema específico, como 1 vs 3. Un submodo Boss Rush, que se desbloquea tras conseguir treinta logros en el juego, hace que los jugadores compitan en cada minijuego de jefe con el objetivo final de tener la mayor puntuación al final.
Hay tres modos controlados por movimiento que requieren el uso de mandos Joy-Con individuales para funcionar. «Rhythm Kitchen» permite a los jugadores colaborar en minijuegos rítmicos de cocina. «Toad's Item Factory» es un rompecabezas basado en la física de la pelota que obliga a los jugadores a trabajar juntos moviendo diferentes artilugios para llevar una pelota a una meta y crear treinta objetos. «Paratroopa Flight School» requiere que los jugadores utilicen dos mandos Joy-Con singulares para imitar el aleteo de las alas y el vuelo. Paratroopa Flight School cuenta con tres submodos que permiten a los jugadores competir en partidas de recolección contrarreloj, cooperar para llevar a los personajes a destinos o volar libremente por un mapa sin ningún objetivo predeterminado.
Hay dos modos centrados en el multijugador. «Escuadrón Bowser Kaboom» es un modo cooperativo en el que ocho jugadores compiten para derrotar al Impostor Bowser recogiendo bombas, jugando ocasionalmente a un minijuego para obtener objetos que ayuden a los jugadores a derrotarlo más rápido. «Koopathlon» es una carrera en la que veinte jugadores diferentes compiten por completar un número determinado de vueltas alrededor de un tablero mediante la recogida de monedas en minijuegos. Después de tres minijuegos, se jugará un minijuego temático de Bowser en el que, si un jugador pierde, será enviado hacia atrás un número diferente de espacios, el número de espacios que se determinan en su posición actual.
El juego es compatible tanto con el modo multijugador local como con el multijugador en línea, y la mayoría de los modos son compatibles con el primero o con el segundo. Los jugadores pueden crear salas privadas en línea protegidas por una contraseña para jugar con sus amigos.

### Nintendo Switch 2 Edición
El 2 de abril de 2025, durante un Nintendo Direct, se anunció que Super Mario Party Jamboree tendría un port mejorado en Nintendo Switch 2. Incluye gráficos y velocidad de fotogramas mejorados y nuevos modos que utilizan los controles del ratón, el reconocimiento de movimientos de todo el cuerpo a través de la cámara de Nintendo Switch 2 y el micrófono integrado en la propia consola. Su lanzamiento está previsto para el 24 de julio de 2025.

## Desarrollo
Super Mario Party Jamboree se anunció durante el Nintendo Direct del 18 de junio de 2024. En la presentación se anunciaron más de 110 minijuegos, siete tableros (incluidos el Castillo arcoíris de Mario y Mundo del Oeste, que ya aparecieron en Mario Party y Mario Party 2, respectivamente) y un modo «Bowseratlón» online para 20 jugadores. Esta es la primera vez que Kevin Afghani pone voz a Waluigi, ya que Charles Martinet había dejado de poner voz al personaje y a otros.

## Recepción
Super Mario Party Jamboree ha recibido críticas «generalmente favorables», según el sitio web Metacritic, y actualmente es el juego de Mario Party mejor valorado de la web. Logan Plant de IGN elogió el juego como «una increíble continuación de Mario Party Superstars y sin duda uno de los mejores juegos de la serie». PJ O'Reilly de Nintendo Life, también elogió Super Mario Party Jamboree como «el mejor Mario Party hasta la fecha». Ozzie Mejía de Shacknews coincidió en que el juego es «una de las entradas más pulidas de la serie hasta la fecha». En su artículo para GameSpot, Dan Ryckert elogió los tableros de juego, aunque criticó algunos de los modos y minijuegos. En una reseña más crítica, Katharine Castle de Eurogamer, escribió que Super Mario Party Jamboree «tiene la desgracia de no ser muy divertido, y confunde la volatilidad del azar y la casualidad con la satisfacción competitiva que da jugar bien a un buen juego».

### Ventas
El juego obtuvo buenos resultados comerciales y se situó en lo más alto de las listas de ventas en Japón, con 227 569 copias vendidas. También debutó en lo más alto de las listas en el Reino Unido, con unas ventas en la primera semana un 35% superiores a las de Mario Party Superstars. El 16 de enero de 2025, se informó de que el juego había vendido más de un millón de copias en Japón.

### Premios y nominaciones
Super Mario Party Jamboree fue nominado a «Mejor juego familiar» y «Mejor multijugador» en The Game Awards 2024, así como «Juego familiar del año» en la 28.ª edición de los premios anuales D.I.C.E. Awards.
| Año  | Ceremonia                       | Categoría                                                       | Resultado | Ref.          |  |
| ---- | ------------------------------- | --------------------------------------------------------------- | --------- | ------------- |  |
| 2024 | The Game Awards 2024            | Mejor juego familiar                                            | Nominada  | [ 38 ]        |  |
| 2024 | The Game Awards 2024            | Mejor juego multijugador                                        | Nominada  | [ 38 ]        |  |
| 2025 | New York Game Awards            | Premio del Zoo Infantil de Central Park al mejor juego infantil | Nominada  | [ 40 ] [ 41 ] |  |
| 2025 | D.I.C.E. Awards                 | Juego familiar del año                                          | Nominado  | [ 39 ]        |  |
| 2025 | Nickelodeon Kids' Choice Awards | Videojuego del año                                              | Nominado  | [ 42 ]        |  |